# Culicoides robini
Culicoides robini är en tvåvingeart som beskrevs av Cornet 1970. Culicoides robini ingår i släktet Culicoides och familjen svidknott. Inga underarter finns listade i Catalogue of Life.